# 구연호
구연호(具然鎬, 1861 ~ 1940, 사간원 정언)는 조선의 정치인이다. 1883년 식년문과에 급제하여 첫 벼슬이 승정원 가주서(정7품)를 거쳐 승문원 부정자, 성균관 전적, 홍문관 교리, 1891년 사헌부 장령, 1901년 황태자에게 경서를 강의하는 홍문관 시독(정3품)을 지낸 유학자이자 고관 출신이었다. 구연호의 집안은 본래 경기도 양주, 파주 등지에서 세거하는 문인 집안이었다. 12대조 구사민(具思閔)은 좌찬성을 지낸 능양군의 외할아버지 구사맹의 동생으로, 종4품 군수를 지냈으며, 9대조 구음(具崟)도 진사시와 문과에 급제한 후 관직이 승정원 좌승지에 이르렀다. 8대조 구문유(具文游)는 진사시에 급제한 후 고령현감을 지냈는데, 7대조 구반(具槃) 때부터는 벼슬에 나가지 않았고 경상도 진주목으로 내려와 세거하게 되었으며, 구연호가 고종 때 문과에 급제하기 전까지 대대로 벼슬에 진출하지 않았다. 만회 구연호 공은 LG그룹 창업주인 구인회의 할아버지로서 그가 6살때부터 한학을 지도 받았는데 구인회는 어릴 때부터 의리에 강하고 우애가 있으면서도 장난기가 많았다고 한다.